# Pseudasellodes cassiopeia
Pseudasellodes cassiopeia là một loài bướm đêm trong họ Geometridae.